# Chris Finch
Christopher Finch (Cambridge, 1969. június 11. –) amerikai kosárlabdázó és kosárlabdaedző, jelenleg a Minnesota Timberwolves vezetőedzője a National Basketball Associationben (NBA). Korábban asszisztensként dolgozott a Houston Rockets, a Denver Nuggets, a New Orleans Pelicans és a Toronto Raptors másodedzője volt, illetve külföldön is dolgozott pályafutása elején. 2006-tól, a csapat megalapításától, 2012-ig a brit válogatott szövetségi kapitánya volt.
Játékosként Nagy-Britanniában játszott négy évig, a Sheffield Sharks színeiben.

## Pályafutása

### Játékosként

#### Egyetemen
Finch 1992-ben végzett a Franklin & Marshall Főiskolán, a pennsylvaniai Lancasterben, ahol 1991-ben és 1992-ben NCAA harmadik divíziós All-American elismeréseket kapott. 1991-ben, az egyik legjobb védőként az F&M Diplomats csapatát a döntőig vezette a harmadosztályban, ahol a Wisconsin–Platteville ellen maradtak alul. Finch a csapat történetének egyik legjobb játékosa, magas helyeken szerepel örökranglistáin több kategóriában is (pontok, lepattanók, gólpasszok, blokkok és labdaszerzések).

#### Sheffield Forgers/Sharks
Finch Angliában kezdte meg profi pályafutását, a Sheffield Forgers színeiben, a másodosztályban. Az 1994–1995-ös szezon előtt feljutottak az élvonalba, ahol Finch 1997-ig játszott.

### Edzőként

#### Sheffield Sharks (1997–2003)
Visszavonulása után vette át az irányítást az angol csapat fölött. Edzői időszaka során kétszeres bajnok (1999, 2003) és kétszeres kupagyőztes (1999, 2000) lett a csapattal, a bajnokság történetének legsikeresebbje. 1999-ben megválasztották az év edzőjének.

#### Gießen 46ers (2003–2004)
Németországban kinevezték a Giessen 46ers edzőjének. A csapat nagyon sikertelen volt és közel állt a kieséshez, így az amerikai edzőt kirúgták, mindössze négy megnyert mérkőzés után.

#### Euphony Bree (2004–2007)
2004-ben Balgiumban kezdett edzősködni, ahol a csapatot története egyetlen bajnoki címéhez vezette.

#### Dexia Mons-Hainaut (2007–2009)
2007-ben leszerződtette őt a Euphony Bree riválisa, a Dexia Mons-Hainaut és több játékost is magával vitt új csapatához. A 2007–2008-as szezonban elérte az EuroChallenge döntőjét a csapattal.

#### Rio Grande Valley Vipers (2009–2011)
2009-ben az NBA D-League-ben szereplő Rio Grande Valley Vipers edzője lett. Vezetésével a csapat megnyerte a nyugati főcsoportot, a franchise történetében először. A rájátszásban megverték a Reno és az Austin csapatait, majd a döntőben veretlenül legyőzte a Tulsát. Finch megkapta az év edzője díjat.

#### Houston Rockets (2011–2016)
2011. július 14-én Finch a Houston Rockets asszisztens edzője lett, majd Kevin McHale kirúgása után J. B. Bickerstaff másodedzője lett 2015-ben.

#### Denver Nuggets (2016–2017)
2016. szeptember 14-én leszerződtette a Denver Nuggets.

#### New Orleans Pelicans (2017–2020)
2017. június 6-án aláírt a New Orleans Pelicans másodedzőjeként.

#### Toronto Raptors (2020–2021)
2020. december 4-én kinevezték a Raptors asszisztens edzőjének, ahol Nick Nurse alatt dolgozott, aki korábban Finch másodedzője volt a 2012-es olimpián.

#### Minnesota Timberwolves (2021–napjainkig)
2021. február 11-én a Minnesota Timberwolves bejelentette, hogy leszerződtette Finch-et, mint a csapat vezetőedzője. Első teljes szezonjában a Timberwolves 46 mérkőzést nyert meg és 2018 óta először bejutott a rájátszásba. Egyike volt az év edzője díj jelöltjeinek. 2022. április 11-én több éves szerződést írt alá.
2023 novemberében megválasztották a hónap edzőjének, miután a Timberwolves a csapat történetében legjobban kezdte a szezont, az első 17 találkozójából tizennégyet megnyerve.

## A brit válogatott élén (2006–2012)
Finch a brit válogatott szövetségi kapitánya volt a 2009-es és 2011-es Európa-bajnokságokon, illetve a 2012-es olimpián. Az olimpiai kiesés után lemondott, hogy az NBA-re koncentráljon. Hat évet töltött a csapat élén, annak 2006-os megalapításától kezdve.

## Edzői statisztika
| Csapat                 | Év        | Alapszakasz | Alapszakasz | Alapszakasz | Alapszakasz | Alapszakasz      | Rájátszás | Rájátszás | Rájátszás | Rájátszás |                            |
| Csapat                 | Év        | M.          | Gy.         | V.          | Gy–V%       | Végeredmény      | M.        | Gy.       | V.        | Gy–V%     | Végeredmény                |
| ---------------------- | --------- | ----------- | ----------- | ----------- | ----------- | ---------------- | --------- | --------- | --------- | --------- | -------------------------- |
| Minnesota Timberwolves | 2020–2021 | 41          | 16          | 25          | .390        | 4. északnyugaton | —         | —         | —         | —         | Nem jutott a rájátszásba   |
| Minnesota Timberwolves | 2021–2022 | 82          | 46          | 36          | .561        | 3. északnyugaton | 6         | 2         | 4         | .333      | Kiesett az első fordulóban |
| Minnesota Timberwolves | 2022–2023 | 82          | 42          | 40          | .512        | 2. északnyugaton | 5         | 1         | 4         | .200      | Kiesett az első fordulóban |
| Karrier                | Karrier   | 205         | 104         | 101         | .507        |                  | 11        | 3         | 8         | .273      |                            |